# Викомоскано (Кремона)
Викомоскано је насеље у Италији у округу Кремона, региону Ломбардија.
Према процени из 2011. у насељу је живело 1275 становника. Насеље се налази на надморској висини од 24 м.